# Toronto Stock Exchange

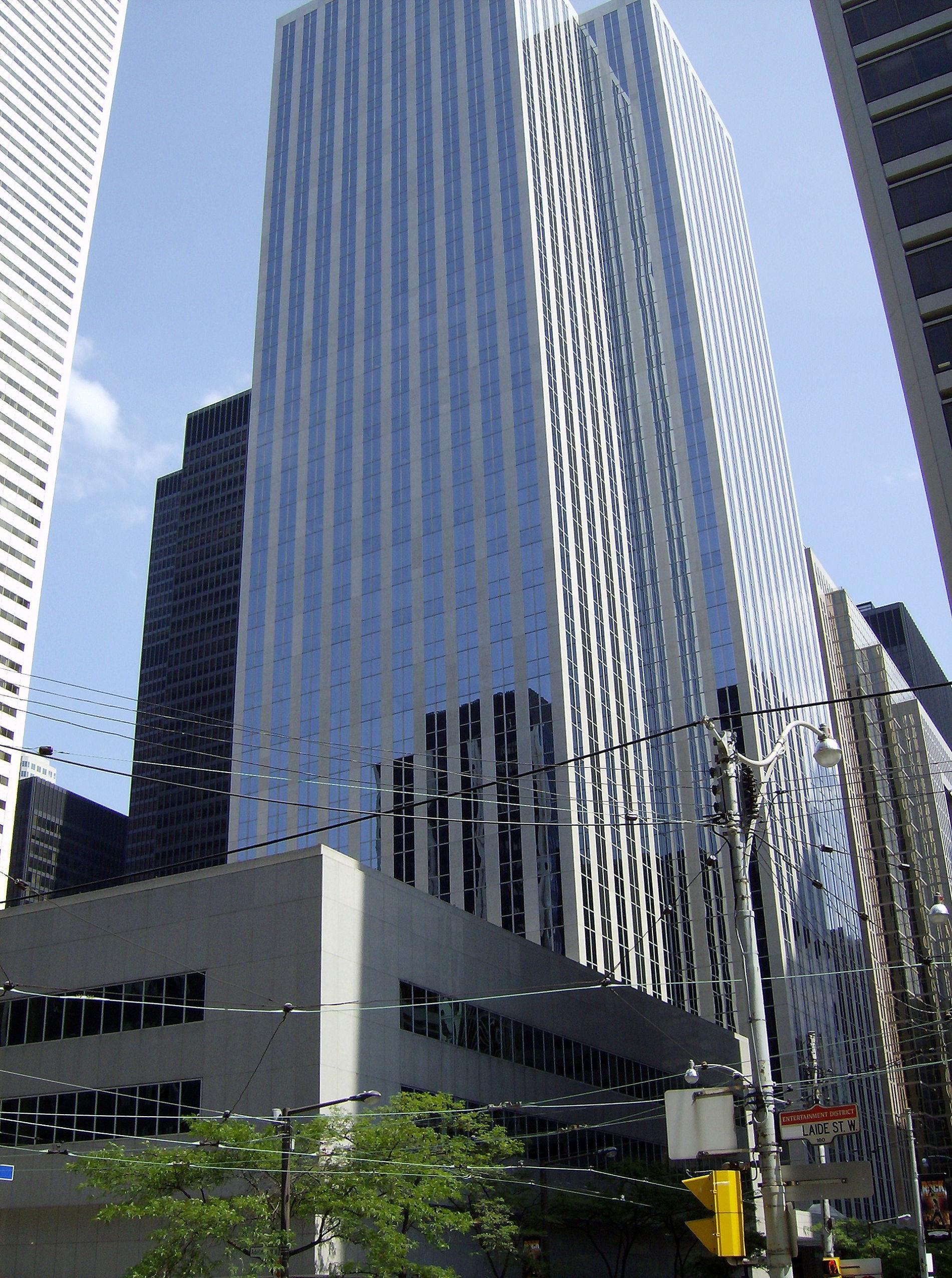
Exchange Tower

De Toronto Stock Exchange (TSX) is de grootste aandelenbeurs van Canada en onderdeel van de TSX Group. Het is gevestigd in Toronto, met kantoren in Montreal, Winnipeg, Calgary en Vancouver.
Na de New York Stock Exchange en NASDAQ is de Toronto Stock Exchange de derde beurs van Noord-Amerika als gekeken wordt naar dagelijks volume. Als gekeken wordt naar marktkapitalisatie zou het de 6e beurs van de wereld zijn, na de NYSE, Tokyo Stock Exchange, NASDAQ, London Stock Exchange en Euronext.